# Kennan Adeang
Kennan Ranibok Adeang est un homme politique nauruan, ancien ministre et ancien Président de la République de Nauru du 17 septembre 1986 au 1er octobre 1986, du 12 décembre 1986 au 22 décembre 1986 et du 26 novembre 1996 au 19 décembre 1996. Il est le père de David Adeang.

## Biographie
Kennan Adeang termine ses études à la Australian School of Pacific Administration de Sydney en 1963.
À la fin de l'année 1986, il occupe en alternance avec Hammer DeRoburt, la fonction de Président de la République par une succession de votes de défiance au Parlement de Nauru.
Après ces échecs politiques, Kennan Adeang gagne l'opposition en rejoignant le Parti démocrate. Avec ses alliés politiques, il propose un nouveau vote de défiance au Parlement le 17 août 1989 qui déboute Hammer DeRoburt. Kenois Aroy devient ainsi le nouveau Président et Kennan Adeang son ministre des Finances. Mais quatre mois plus tard, Kenois Aroy quitte ses fonctions après des problèmes cardiaques et Kennan Adeang se voit contraint de démissionner.
Kennan Adeang effectue un nouveau mandat présidentiel durant quelques jours à la fin de l'année 1996.

## Référence
- (de) Cet article est partiellement ou en totalité issu de l’article de Wikipédia en allemand intitulé « Kennan Adeang » (voir la liste des auteurs).